# Flower Hill
Flower Hill és una població dels Estats Units a l'estat de Nova York. Segons el cens del 2000 tenia 4.508 habitants.

## Demografia
Segons el cens del 2000, Flower Hill tenia 4.508 habitants, 1.477 habitatges, i 1.271 famílies. La densitat de població era de 1.074,4 habitants/km².
Dels 1.477 habitatges en un 39,3% hi vivien nens de menys de 18 anys, en un 78,1% hi vivien parelles casades, en un 5,9% dones solteres, i en un 13,9% no eren unitats familiars. En l'11,8% dels habitatges hi vivien persones soles el 6,9% de les quals corresponia a persones de 65 anys o més que vivien soles. El nombre mitjà de persones vivint en cada habitatge era de 3,03 i el nombre mitjà de persones que vivien en cada família era de 3,29.
Per edats la població es repartia de la següent manera: un 26,1% tenia menys de 18 anys, un 5,8% entre 18 i 24, un 22,8% entre 25 i 44, un 29% de 45 a 60 i un 16,3% 65 anys o més.
L'edat mediana era de 42 anys. Per cada 100 dones de 18 o més anys hi havia 91,2 homes.
La renda mediana per habitatge era de 121.999 $ i la renda mediana per família de 133.075 $. Els homes tenien una renda mediana de 100.000 $ mentre que les dones 49.688 $. La renda per capita de la població era de 64.997 $. Entorn del 2% de les famílies i el 2,9% de la població estaven per davall del llindar de pobresa.